# 陰菜
陰菜是中國廣東東莞東坑的特產美食，是一種利用未長成的蘿蔔，在沒有醃製的情況下掛在通風而沒有太陽照射的地方風乾（陰乾）後而製成的食物。一般會配合牛腱熬製湯水來喝。

## 外部連結
- 今日東莞之東坑鎮：東莞東坑風采–特產美食